# NGC 6219
NGC 6219 est une galaxie lenticulaire relativement éloignée et située dans la constellation d'Hercule. Sa vitesse par rapport au fond diffus cosmologique est de 9 497 ± 48 km/s, ce qui correspond à une distance de Hubble de 140,1 ± 9,8 Mpc (∼457 millions d'al). NGC 6219 a été découverte par l'astronome allemand Albert Marth en 1863.